# Gérald Parel
 (octobre 2018).
Si vous disposez d'ouvrages ou d'articles de référence ou si vous connaissez des sites web de qualité traitant du thème abordé ici, merci de compléter l'article en donnant les références utiles à sa vérifiabilité et en les liant à la section « Notes et références ».
Gérald Parel est un dessinateur français de bande dessinée, né le 6 mars 1975 à Paris.

## Biographie
Après son baccalauréat, Gérald Parel entreprend une première année de faculté en arts plastiques. Il quitte ensuite Paris pour Bruxelles où il rentre à l'Institut Saint-Luc en section bande dessinée. Il y reste un an tout comme aux Beaux-arts qu'il intègre l'année suivante. C'est après ses études que son chemin croise celui de Jean-David Morvan, il[Qui ?] est alors illustrateur de jeux de rôles. Une collaboration débute alors entre les deux auteurs, qui donnera le jour à la série 7 secondes publiée par les éditions Delcourt.
Gérald Parel exerce également comme Cover Artist de comics, notamment pour le comic book Iron Man.
Sort en France en 2013 Season One Iron Man, scénarisé par Howard Chaykin, dont Gérald Parel signe l'ensemble des planches.
Il rejoint Sixmorevodka, studio graphique Berlinois spécialisé dans le character design et concept art, fondé par Marko Djurdjevic et Jelena Kevic Djurdjevic en tant que concept artist senior.[Quand ?]

## Publications
- 7 secondes, scénario de Jean-David Morvan, Delcourt

1. Venise, couleurs de Color Twins, 2000
2. Bénavidès, couleurs de Color Twins, 2001
3. Lambaratidinis, couleurs de Kness, 2004
4. Guillot, couleurs de Kness, 2006

- Les Chroniques de Sillage, scénario de Philippe Buchet et Jean-David Morvan, Delcourt - Neopolis

Volume 2, dessins de Bengal, Pierre-Mony Chan, Thomas Labourot, Gérald Parel, Sylvain Savoia, 2005
Volume 3, dessins de Pedro Colombo, Bruno Duhamel, Enrique Fernández, Laval NG, Nicolas Nemiri, Gérald Parel, 2006
- Paroles de Verdun, 21 février 1916 - 18 décembre 1916, dessins de Frédéric Bézian, Mathieu Lauffray, Gérald Parel et Pascal Rabaté, Soleil Productions, 2007

- Iron Man: Season One, scénario de Howard Chaykin, Marvel Comics, 2013
- Art.Box: Gérald Parel, éditions Caurette, 2024  (ISBN 978-2-38289-128-5)